# محمد عباس (سباح عراقي)
محمد عباس صبيح من مواليد (28 فبراير 1978) هو سباح عراقي سابق متخصص في سباق السباحة الحرة. ويعتبر واحدا من سباحي العراق الواعدين، بعد أن تنافس في دورة الألعاب الأولمبية في ظل حكم صدام حسين. كجزء من الأعمال التحضيرية، كان تدريبه في جامعة كولومبيا البريطانية في نادي الدلافين للسباحة في كندا تحت عناية المدرب وصفي لوتي.
تأهل عباس لسباق السباحة الحرة للرجال 100 م  في دورة الألعاب الاولمبية الصيفية عام 2004 في أثينا، من خلال تلقيه تسلسلا عالميا من الاتحاد الدولي للسباحة بتسجيله وقت 58.24. سجل رقما عراقيا 56.81 ليكون الأول ضد ستة من السباحين، بضمنهم السباح الباكستاني ذي ال 34 عاما ممتاز أحمد. عباس فشل في التقدم إلى الدور نصف النهائي، كما أنه حصل على التسلسل الثالث والستين في الترتيب العام من أصل 71 من السباحين في التصفيات.

## روابط خارجية
- محمد عباس على موقع الاتحاد الدولي للسباحة (الإنجليزية)
- محمد عباس على موقع SwimRankings.net (الإنجليزية)
- محمد عباس على موقع اللجنة الأولمبية الدولية (الإنجليزية)
- محمد عباس على موقع أوليمبيديا (الإنجليزية)